# L. C. Erbes
L. C. Erbes war ein US-amerikanischer Hersteller von Automobilen.

## Unternehmensgeschichte
Louis C. Erbes hatte Verbindungen zur Bull Moose-Cutting Automobile Company und zur Cutting Motor Car Company. Er gründete 1914 sein eigenes Unternehmen in Waterloo in Iowa und begann Ende 1914 mit der Produktion von Automobilen. Der Markenname lautete LCE. 1916 endete die Produktion.

## Fahrzeuge
Im Angebot stand nur ein Modell. Es hatte einen Vierzylindermotor. Als Karosserien standen Tourenwagen, Roadster und ein Gentleman’s Speedster zur Auswahl.